# Вербовка (Балаклейская община)
Вербовка (укр. Вербівка) —  село, Вербовский сельский совет, Изюмский район, Харьковская область, Украина.
Является административным центром Вербовского сельского совета, в который другие населенные пункты не входят.

## Географическое положение
Село вплотную примыкает к г. Балаклея.
По территории протекают реки Средняя и Нижняя Балаклейка.

## История
Являлось селом Балаклейской волости Змиевского уезда Харьковской губернии Российской империи.
Во время Великой Отечественной войны село находилось под немецкой оккупацией. 
Население по переписи 2001 г. составляло 3515 (1753/1762 м/ж) человек.
В самом начале марта 2022 года село было оккупировано ВС РФ. В ходе украинского контрнаступления село было освобождено 6 сентября 2022 года. Из-за оккупации в селе была разрушена местная школа и несколько жилых домов.

## Транспорт
Есть железнодорожная станция Вербовка.

## Религиозные общины
- Евангельские христиане-баптисты
- Християн веры евангельской «Вефиль»
- Свято-Преображенская Украинской православной церкви

## Известные люди
- Перерва, Анатолий Антонович — украинский поэт, журналист, родился в 1949 г.
- Николай Куценко - украинский футболист-любитель, многократный рекордсмен книги рекордов Гиннеса по длительности и времени набивания мяча.